# Carlisle United Football Club 2015-2016
Questa voce raccoglie le informazioni riguardanti il Carlisle United Football Club nelle competizioni ufficiali della stagione 2015-2016

## Maglie e sponsor
Lo sponsor tecnico per la stagione 2015-2016 è Sondico, mentre lo sponsor ufficiale è Virgin Trains.
| Manica sinistra · Maglietta · Manica destra · Pantaloncini · Pantaloncini · Calzettoni | Manica sinistra · Manica sinistra · Maglietta · Maglietta · Manica destra · Manica destra · Pantaloncini · Pantaloncini · Calzettoni | Manica sinistra · Manica sinistra · Maglietta · Maglietta · Manica destra · Manica destra · Pantaloncini · Pantaloncini · Calzettoni |  |

## Rosa
| N. |                        | Ruolo | Calciatore     |
| -- | ---------------------- | ----- | -------------- |
| 1  | Inghilterra (bandiera) | P     | Mark Gillespie |
| 2  | Inghilterra (bandiera) | D     | Tom Miller     |
| 3  | Inghilterra (bandiera) | D     | Danny Grainger |
| 4  | Inghilterra (bandiera) | C     | Luke Joyce     |
| 5  | Inghilterra (bandiera) | D     | Michael Raynes |
| 6  | Inghilterra (bandiera) | D     | David Atkinson |
| 7  | Inghilterra (bandiera) | C     | Jason Kennedy  |
| 8  | Inghilterra (bandiera) | C     | Martin Smith   |
| 9  | Inghilterra (bandiera) | A     | Charlie Wyke   |
| 10 | Francia (bandiera)     | C     | Bastien Héry   |
| 11 | Inghilterra (bandiera) | D     | Patrick Brough |
| 12 | Inghilterra (bandiera) | C     | Antony Sweeney |
| 13 | Galles (bandiera)      | P     | Dan Hanford    |
| 14 | Inghilterra (bandiera) | A     | Jabo Ibehre    |

| N. |                        | Ruolo | Calciatore              |
| -- | ---------------------- | ----- | ----------------------- |
| 15 | Montserrat (bandiera)  | C     | Brandon Comley          |
| 16 | Inghilterra (bandiera) | C     | Jack Stacey             |
| 17 | Inghilterra (bandiera) | C     | Alex Gilliead           |
| 19 | Colombia (bandiera)    | C     | Ángelo Balanta          |
| 20 | Inghilterra (bandiera) | D     | Troy Archibald-Henville |
| 21 | Inghilterra (bandiera) | A     | Steven Rigg             |
| 23 | Inghilterra (bandiera) | C     | Joe Thompson            |
| 24 | Inghilterra (bandiera) | A     | Hallam Hope             |
| 25 | Ghana (bandiera)       | A     | Derek Asamoah           |
| 26 | Inghilterra (bandiera) | D     | Macauley Gillesphey     |
| 27 | Inghilterra (bandiera) | D     | Mark Ellis              |
| 28 | Paesi Bassi (bandiera) | C     | Luís Pedro              |
| 44 | Grenada (bandiera)     | D     | Alexander McQueen       |